# Moulton Park
Moulton Park är en stadsdel i Northampton, i civil parish Northampton, i distriktet West Northamptonshire, i grevskapet Northamptonshire, i England. Moulton Park var en civil parish 1858–1932 när blev den en del av Northampton. Civil parish hade 244 invånare år 1931.